# 溫克爾島
65°31′S 65°39′W / 65.517°S 65.650°W

溫克爾島（Winkle Island），是南極洲的島嶼，屬於比斯科群島的一部分，處於皮克維克島東南面0.6公里和阿羅史密斯島西南面2.2公里，與雷諾島以姆拉卡灣相隔，在1957年被繪入阿根廷地圖，現時由南極條約體系管理。